# Agder og Telemark Stift
Agder og Telemark Stift (tidligere Agder Stift) er et af stifterne i Den Norske Kirke. Stiftet havde frem til 1918 navnet Kristiansands Stift, og fra 1918 til 2005 navnet Agder Stift. Stiftet omfatter i dag begge Agder-fylkerne samt Telemark. Stiftet består af 12 provstiér, 67 prestegjeld og 147 menigheder. I stiftet var der pr. 1. januar 2003 347.324 medlemmer i Den Norske Kirke, svarende til 81,1% af befolkningen.
Det nye Stavanger Stift, stort set svarende til Rogaland Fylke, blev udskilt fra Agder Bispedømme 1. januar 1925. Kristiansand havde da været bispesæde siden 1682. Bispedømmet omfatter efter udskilningen fylkerne Telemark, Øst-Agder og Vest-Agder. 1. januar 2005 blev navnet ændret til Agder og Telemark Stift.

## Bisperækken

### Kristiansand stift
- Jacob Jensen Jersin 1681–1694
- Hans Munch 1694–1699
- Ludvig Stoud 1699–1705
- Jens Bircherod 1705–1720
- Christopher Nyrop 1720–1733
- Jacob Kærup 1733–1751
- Rasmus Paludan 1751–1759
- Jens Christian Spidberg 1759–1762
- Ole Tidemand 1762–1778
- Eiler Hagerup d.y. 1778–1789
- Hans Heinrich Tübring 1789–1798
- Peder Hansen 1798–1804
- Jens Bloch 1804–1805
- Johan Michael Keyser 1805–1810
- Christian Sørenssen 1811–1823
- Johan Storm Munch 1823–1832
- Mathias Sigwardt 1832–1840
- Jacob von der Lippe 1841–1874
- Jørgen Engebretsen Moe 1874–1881
- Jørgen Johan Tandberg 1882–1884
- Jakob Sverdrup Smitt 1885–1889
- Johan Christian Heuch 1889–1904
- Gunvald Chr. Bernhard Thorkildsen 1904–1908
- Kristian Vilhelm Koren Schjelderup 1908–1913

### Agder (og Telemark) bispedømme
- Bernt Støylen 1914–1930
- James Maroni 1930–1946
- Johannes Smemo 1946–1951
- Johannes Smidt 1951–1957
- Kaare Støylen 1957–1973
- Erling Utnem 1973–1983
- Halvor Bergan 1983–1998
- Olav Skjevesland 1998–2012
- Stein Reinertsen 2013

58°10′N 8°00′Ø / 58.17°N 8°Ø